# IC 4166
IC 4166 — галактика типу SBab () у сузір'ї Гончі Пси.
Цей об'єкт міститься в оригінальній редакції індексного каталогу.